# John Giorno
John Giorno (New York, 4 dicembre 1936 – New York, 11 ottobre 2019) è stato un poeta e attore statunitense tra i più noti artisti di spettacolo nell'area sperimentale.

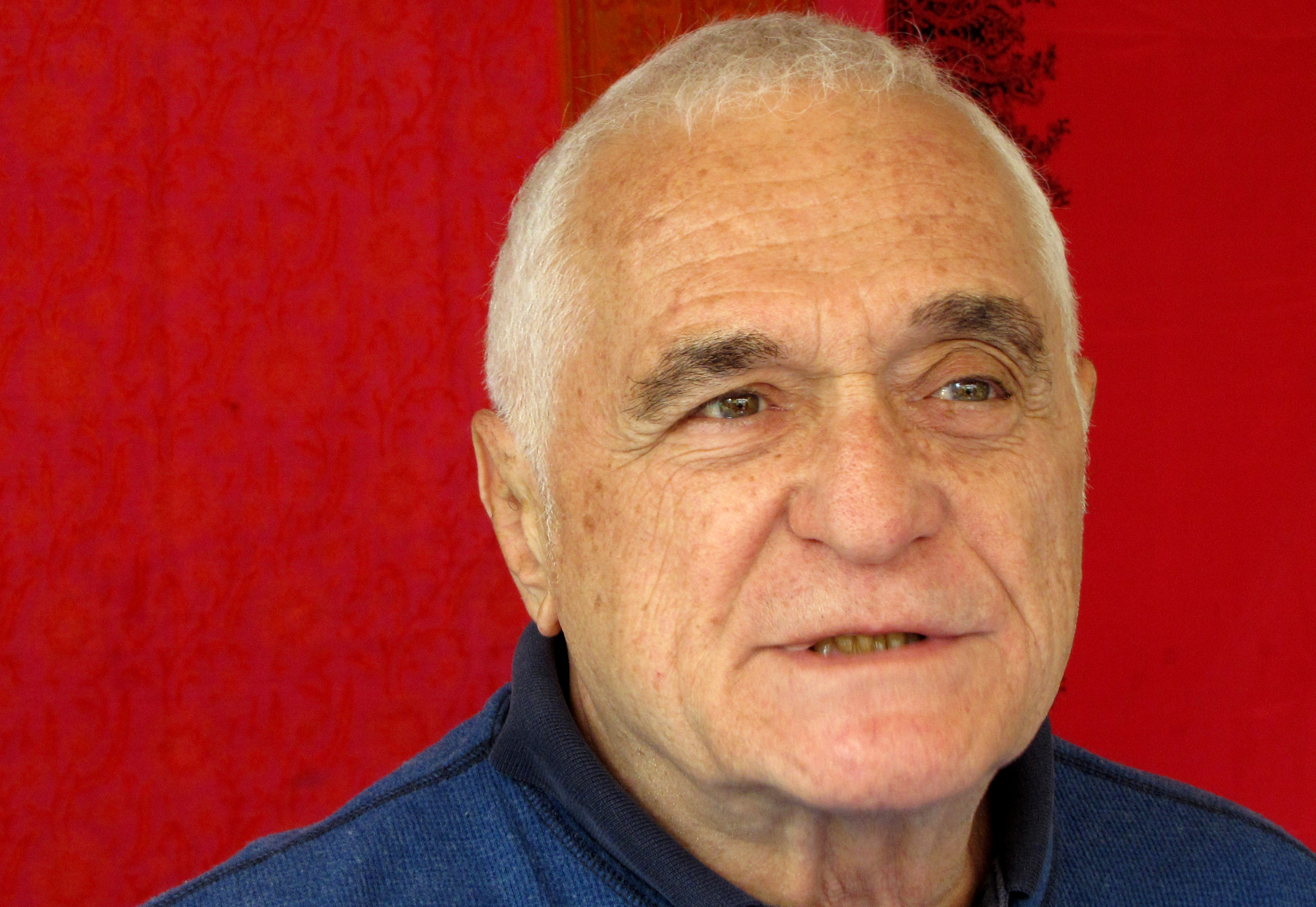
John Giorno durante la conferenza stampa del Festival di Poesia "Annikki" a Tampere Finlandia, l'11 giugno 2010.

Pubblicò numerosi libri di poesia. Di origini italiane, la sua famiglia materna, i Panvino, proveniva da Aliano e da Tursi, comuni in provincia di Matera. Il 9 ottobre 2013 il Consiglio comunale di Tursi gli conferì la cittadinanza onoraria. 

## Biografia
Nel 1968 fondò il Giorno Poetry System Institute, una struttura destinata a promuovere lo sviluppo della comunicazione tra poeti e pubblico.
Nel 1969 avviò, presso il Museum of Modern Art di New York e in numerose altre sedi, un servizio denominato Dial-A-Poem, attraverso il quale, componendo alcuni numeri telefonici, era possibile ascoltare cinque minuti di poesia. Un'interessante iniziativa parallela a questa è stata Dial-A-Poem Poets, una vera e propria "rivista orale" costituita da una collana di dischi in vinile che presentava, tra l'altro, il meglio del panorama internazionale della poesia sonora. Dial a Poem conteneva poesie molto sensuali, con trame e immagini eterosessuali o preferibilmente gay, dato che l'autore era gay, come molti poeti della Beat Generation. Alcuni dei poeti e artisti che collaborarono con John Giorno a questi progetti furono William S. Burroughs, John Ashbery, Ted Berrigan, Patti Smith, Laurie Anderson, Philip Glass, Robert Rauschenberg e Robert Mapplethorpe.
Realizzò programmi radiofonici, tra i quali "WPAX", trasmesso da Radio Hanoi durante la guerra del Vietnam. Pubblicò versi su scatole di fiammiferi, magliette, tendine da finestra, tavolette di cioccolata, e su altro ancora.
Performer di notevole impatto sul pubblico per la sua presenza scenica e le sue qualità vocali, svolse anche attività di attore.
Nel 1963 lavorò nel film di Andy Warhol Sleep; nel 1971 diresse September on Jessore Road, al quale prese parte il poeta Allen Ginsberg, uno dei padri della Beat Generation. Nel 1982 apparve nel film di Ron Mann Poetry in motion. Nel 2007 fu il protagonista di Nine Poems in Basilicata, film cult di Antonello Faretta incentrato sulla sua performance e sulle sue poesie e girato nella sua regione di origine, la Basilicata.
In Italia, nel settembre del 1994 prese parte, assieme ad altri poeti e artisti, alla rassegna che la città di Cesena ha dedicato alla Beat Generation.

## Discografia parziale
- J. Giorno, Rasberry and Pornographic Poem, The Intrevenus Mind Records, New York 1967 [LP33]
- J. Giorno (a cura di), Cash Cow. The best of Giorno Poetry Systems, 1965-1993, Giorno Poetry Sistems, New York 1993 [CD]
- J. Giorno, John Giorno in Florence, 1983-1998 (prodotto da Maurizio Nannucci & Maurizio Della Nave), Recorthings, Firenze 2012, [CD]